# Звездан Видакович
Зве́здан Вида́кович (серб. Zvezdan Vidaković; народився 7 березня 1989 у м. Суботиці, Сербія) — сербський хокеїст, воротар. 
Виступав за команди: «Спартак» (Суботиця), ХК «Новий Сад».
У складі національної збірної Сербії учасник чемпіонату світу 2010 (дивізіон I). У складі молодіжної збірної Сербії/Сербії і Чорногорії учасник чемпіонатів світу 2007 (дивізіон II), 2008 (дивізіон III) і 2009 (дивізіон II). У складі юніорської збірної Сербії і Чорногорії учасник чемпіонатів світу 2006 (дивізіон II) і 2007 (дивізіон II).